# Élections municipales de 1919 dans la Mayenne
Les élections municipales en Mayenne se sont déroulées les 1er et 7 décembre 1919. Elles suivent rapidement les élections législatives de 1919 effectuées en novembre.

## Maires sortants et maires élus
| Commune                   | Population | Maire sortant                   | Parti | Parti       | Maire élu               | Parti | Parti       |
| ------------------------- | ---------- | ------------------------------- | ----- | ----------- | ----------------------- | ----- | ----------- |
| Ambrières                 |            |                                 |       |             | Dr Lebrun               |       | Républicain |
| Brecé                     |            |                                 |       |             | Leselier                |       | Républicain |
| Hercé                     |            |                                 |       |             | Lhuissier               |       | Républicain |
| Ernée                     |            |                                 |       |             | Constant Martin         |       | Radical     |
| Javron                    |            | Jean Chaulin-Servinière         |       | Rad. Indép. | Jean Chaulin-Servinière |       | Rad. Indép. |
| Laval                     |            | Victor Boissel                  |       | Républicain | Eugène Jamin            |       | Républicain |
| Lesbois                   |            |                                 |       |             |                         |       | Républicain |
| Martigné                  |            | Jules de Baglion de la Dufferie |       |             |                         |       | Républicain |
| Mayenne                   |            | Louis Lintier                   |       | Radical     | Louis Lintier           |       | Radical     |
| Oisseau                   |            | Gallouin                        |       | Républicain | Gallouin                |       | Républicain |
| Pré-en-Pail               |            | Buat                            |       | Républicain | Buat                    |       | Républicain |
| Saint-Aubin-Fosse-Louvain |            | Gesland                         |       | Républicain | Gesland                 |       | Républicain |
| Saint-Denis-de-Gastines   |            |                                 |       |             | Chevrier                |       | Républicain |
| Sainte-Marie-du-Bois      |            | Chevrier                        |       | Républicain | Chevrier                |       | Républicain |

## Résultats dans les communes

### Château-Gontier
- Maire sortant : Abel Cahour (Républicain)

Deux listes s'opposent durant cette élection: 
- la liste d'Union Républicaine, de doite pour l'Union libérale avec le Dr Mignot, qui n'est pas complète comme à Laval ;
- la liste Républicaine sortante en majorité portée par la Fédération d’Union Républicaine et Démocratique, et le Parti républicain, radical et radical-socialiste.

L'élection municipale voit l'apparition Pour la première fois depuis 40 ans peut-être, d'élément libéral qui pénètre au Conseil municipal de Château-Gantier. Sept candidats de la Liste d'Union Républicaine constituée par le docteur Mignot sont élus. Le résultat du scrutin laisse une incertitude sur qui sera désigné maire. François Blot est élu maire par 13 voix contre 10 à Adolphe Bossé. Auguste Rezé est élu premier adjoint. Hippolyte Brassard est élu deuxième adjoint.
| Tête de liste            | Tête de liste            | Liste          | Premier tour | Premier tour | Second tour | Second tour | Sièges | Sièges |
| Tête de liste            | Tête de liste            | Liste          | Voix         | %            | Voix        | %           | CM     | CC     |
| ------------------------ | ------------------------ | -------------- | ------------ | ------------ | ----------- | ----------- | ------ | ------ |
|                          | François Blot*           | Républicain    | 674          |              |             |             |        | 1      |
|                          | Eugène Ladoucette*       | Républicain    | 871          |              |             |             |        | 1      |
|                          | Lucien Beaury*           | Républicain    | 492          |              |             |             |        |        |
|                          | Charles Guernigon*       | Républicain    | 824          |              |             |             |        | 1      |
|                          | Alfred Bossé*            | Républicain    | 644          |              |             |             |        | 1      |
|                          | Victor Saumureau*        | Républicain    | 784          |              |             |             |        | 1      |
|                          | Hippolyte Brassard*      | Républicain    | 590          |              |             |             |        | 1      |
|                          | Auguste Rezé*            | Républicain    | 768          |              |             |             |        | 1      |
|                          | Louis Cadiou*            | Républicain    | 570          |              |             |             |        |        |
|                          | Léonard Lefrou*          | Républicain    | 731          |              |             |             |        | 1      |
|                          | Maurice Chaussée*        | Républicain    | 589          |              |             |             |        |        |
|                          | Emmanuel Bayou*          | Républicain    | 783          |              |             |             |        | 1      |
|                          | Louis Choquet*           | Républicain    | 591          |              |             |             |        | 1      |
|                          | Jules Jamin*             | Républicain    | 632          |              |             |             |        | 1      |
|                          | Alexis Deroiry*          | Républicain    | 645          |              |             |             |        | 1      |
|                          | Alphonse Noury*          | Républicain    | 661          |              |             |             |        | 1      |
|                          | Auguste Dubourg*         | Républicain    | 585          |              |             |             |        |        |
|                          | Auguste Duval            | Républicain    | 611          |              |             |             |        | 1      |
|                          | Eugène Gérard*           | Républicain    | 513          |              |             |             |        |        |
|                          | Louis Bruneau*           | Républicain    | 697          |              |             |             |        | 1      |
|                          | Julien Peslier           | Républicain    | 518          |              |             |             |        |        |
|                          | Emile Tirot              | Républicain    | 673          |              |             |             |        | 1      |
|                          | François Vaux            | Républicain    | 543          |              |             |             |        |        |
|                          | Maurice Mignot           | droite         | 672          |              |             |             |        | 1      |
|                          | Alfred Leplé             | droite         | 590          |              |             |             |        | 1      |
|                          | Théophile Brochet        | droite         | 594          |              |             |             |        | 1      |
|                          | Alphone Folliot          | droite         | 615          |              |             |             |        | 1      |
|                          | Alexis Rivière           | droite         | 576          |              |             |             |        |        |
|                          | Félix Marchand           | droite         | 508          |              |             |             |        |        |
|                          | Louis Aubin              | droite         | 590          |              |             |             |        | 1      |
|                          | Henry Germain            | droite         | 592          |              |             |             |        | 1      |
|                          | Henri Lefaucheux         | droite         | 526          |              |             |             |        |        |
|                          | Henri Bonduelle          | droite         | 552          |              |             |             |        |        |
|                          | Ludovic Chevrollier      | droite         | 562          |              |             |             |        |        |
|                          | Dr Louis Bénard-Taitrais | droite         | 684          |              |             |             |        | 1      |
|                          |                          |                |              |              |             |             |        |        |
| Inscrits                 | Inscrits                 | Inscrits       | 1 621        |              |             |             |        |        |
| Abstentions              |                          |                |              |              |             |             |        |        |
| Votants                  | Votants                  | Votants        | 1 174        |              |             |             |        |        |
| Blancs et nuls           | Blancs et nuls           | Blancs et nuls | 21           |              |             |             |        |        |
| Exprimés                 | Exprimés                 | Exprimés       | 1 153        |              |             |             |        |        |
| * Liste du maire sortant |                          |                |              |              |             |             |        |        |

### Ernée
- Maire sortant : Constant Martin (Républicain)

L'Action libérale ne peut constituer de liste et appelle à voter blanc.
Constant Martin a été réélu maire à l’unanimité ; Louis Delande a été élu premier adjoint à l’unanimité ; Charles Hamard, qui avait rempli les fonctions de maire provisoire pen dant la guerre, a été élu deuxième adjoint à l’unanimité.

### Laval
- Maire sortant : Victor Boissel (Républicain)

Deux listes s'opposent durant cette élection: 
- la liste de droite pour l'Union libérale avec Louis Buron ;
- la liste Républicaine en majorité portée par la Fédération d’Union Républicaine et Démocratique avec Eugène Jamin, et le Parti républicain, radical et radical-socialiste avec Frédéric Chaplet.

Il y a aussi des candidatures individuelles.
Le Comité lavallois de l'Union libérale, ayant eu sa demande rejetée pour participer à la liste sortante, appelle les électeurs à rayer le nom des membres les plus opposés à sa politique dans l'autre liste, et participe de façon restreinte à l'élection avec 10 noms.
Eugène Jamin est élu maire avec 26 voix, contre Frédéric Chaplet, 1 voix. Le 1r adjoint est Georges Grimod, le deuxième Auguste Amaudrut.
| Tête de liste                                  | Tête de liste                | Liste                          | Premier tour | Premier tour | Second tour | Second tour | Sièges | Sièges |
| Tête de liste                                  | Tête de liste                | Liste                          | Voix         | %            | Voix        | %           | CM     | CC     |
| ---------------------------------------------- | ---------------------------- | ------------------------------ | ------------ | ------------ | ----------- | ----------- | ------ | ------ |
|                                                | Eugène Jamin* **             | Républicain                    | 3 335        |              |             |             |        | 1      |
|                                                | Dr Georges Gougeon*          | Républicain                    | 3 398        |              |             |             |        | 1      |
|                                                | Adolphe Masseron*            | Républicain                    | 3 261        |              |             |             |        | 1      |
|                                                | Louis Guichon*               | Républicain                    | 3 320        |              |             |             |        | 1      |
|                                                | Emile Bordeau*               | Républicain                    | 3 220        |              |             |             |        | 1      |
|                                                | René Diehl*                  | Républicain                    | 3 205        |              |             |             |        | 1      |
|                                                | Francis Levesque*            | Républicain                    | 3 145        |              |             |             |        | 1      |
|                                                | Eugène Gasté*                | Républicain                    | 3 118        |              |             |             |        | 1      |
|                                                | Paul Masseron* **            | Républicain                    | 3 115        |              |             |             |        | 1      |
|                                                | Georges Grimod*              | Républicain                    | 3 082        |              |             |             |        | 1      |
|                                                | Amédée Trochon*              | Républicain                    | 3 055        |              |             |             |        | 1      |
|                                                | Ernest Lachaise*             | Républicain                    | 3 042        |              |             |             |        | 1      |
|                                                | Adolphe Cauchy*              | Républicain                    | 3 028        |              |             |             |        | 1      |
|                                                | Zacharie Garel*              | Républicain                    | 2 976        |              |             |             |        | 1      |
|                                                | Auguste Amaudrut* **         | Républicain                    | 2 975        |              |             |             |        | 1      |
|                                                | Adolphe Beck*                | Républicain                    | 2 973        |              |             |             |        | 1      |
|                                                | Charles Boisanfray*          | Républicain                    | 2 919        |              |             |             |        | 1      |
|                                                | Henri Lefèvre* **            | Républicain                    | 2 877        |              |             |             |        | 1      |
|                                                | Adolphe Pinot*               | Républicain                    | 2 832        |              |             |             |        | 1      |
|                                                | Frédéric Chaplet* **         | Républicain                    | 2 764        |              |             |             |        | 1      |
|                                                | Alexandre Lhoste* **         | Républicain                    | 2 660        |              |             |             |        | 1      |
|                                                | Olivier Eloy* **             | Républicain                    | 2 632        |              |             |             |        | 1      |
|                                                | Eugène Simon* **             | Républicain                    | 2 406        |              |             |             |        | 1      |
|                                                | Jean-Baptiste Barthélemy* ** | Républicain                    | 2 336        |              |             |             |        | 1      |
|                                                | Edouard Foucher* **          | Républicain                    | 2 266        |              |             |             |        | 1      |
|                                                | Hyacinthe Hercend* **        | Républicain                    | 2 169        |              |             |             |        | 1      |
|                                                | Emile Lemaitre* **           | Républicain                    | 2 069        |              | 1 067       |             |        |        |
|                                                | Louis Buron                  | droite                         | 1 743        |              | 1 917       |             |        | 1      |
|                                                | Jules Lonfier                | droite                         | 1 498        |              |             |             |        |        |
|                                                | Emile Gontier                | droite                         | 1 380        |              |             |             |        |        |
|                                                | Eugène Doudet                | droite                         | 1 743        |              |             |             |        |        |
|                                                | Jules Hemery                 | droite                         | 1 306        |              |             |             |        |        |
|                                                | Joseph Cointet               | droite                         | 1 262        |              |             |             |        |        |
|                                                | Edmond Fleury                | droite                         | 1 252        |              |             |             |        |        |
|                                                | Raphaël Lecerf               | droite                         | 1 229        |              |             |             |        |        |
|                                                | Aymar Davy de Virville       | droite                         | 1 222        |              |             |             |        |        |
|                                                | Constantin                   | Candidat protestataire         | 704          |              |             |             |        |        |
|                                                | Roussel                      | Candidat d'Ordre et d'Economie | 72           |              |             |             |        |        |
|                                                | Rasse                        |                                |              |              | 224         |             |        |        |
|                                                |                              |                                |              |              |             |             |        |        |
| Inscrits                                       | Inscrits                     | Inscrits                       | 6 733        |              |             |             |        |        |
| Abstentions                                    |                              |                                |              |              |             |             |        |        |
| Votants                                        | Votants                      | Votants                        | 4 365        |              |             |             |        |        |
| Blancs et nuls                                 | Blancs et nuls               | Blancs et nuls                 | 71           |              |             |             |        |        |
| Exprimés                                       | Exprimés                     | Exprimés                       | 4 294        |              |             |             |        |        |
| * Liste du maire sortant ** Conseiller sortant |                              |                                |              |              |             |             |        |        |

### Mayenne
Louis Lintier a été réélu maire par 21 voix ; ses adjoints sont René Blanchard, élu par 14 voix, et M. Blanchet, nommé par 21.

## Sources
- L'Avenir de la Mayenne, 7 décembre 1919
- Le Nouvelliste de Bretagne, 30 novembre 1919